# Langweid am Lech
Langweid am Lech település Németországban, azon belül Bajorországban. Lakosainak száma 8878 fő (2023. december 31.).

## Népesség
A település népessége az elmúlt években az alábbi módon változott:
| Lakosok száma | 341  | 1084 | 6197 | 6084 | 7362 | 7698 | 8049 | 8006 | 8581 | 8878 |
|               | 1875 | 1950 | 1975 | 1987 | 2012 | 2014 | 2016 | 2017 | 2021 | 2023 |